# Karl Ammann (Fotograf)
Karl Ammann (geboren 1948 in St. Gallen, Schweiz) ist ein in Kenia lebender und v. a. im angloamerikanischen sowie afrikanischen Raum bekannter Artenschützer und vielfach ausgezeichneter Wildtierfotograf.
Ammann begann seine Karriere als Tierfotograf in den frühen 1980er Jahren, v. a. mit Gepard-Fotografien. Später fokussierte er seine Arbeit auf die Beobachtung, das Studium und die Fotografie von Menschenaffen. 1988 wurde er erstmals zum Zeugen von Buschfleisch- und Menschaffenhandel und hat seitdem daran gearbeitet, auf den Handel und seine Auswirkungen aufmerksam zu machen. Mit seinen fotografischen Fähigkeiten hat er  Bilder von den Opfern (v. a. Menschenaffen) des Handels mit Buschfleich gemacht, was zu vielen schockierenden und abstossenden Bildern führte, die ihm von Gegnern den Vorwurf einbrachten, er würde bewusst übertreiben. Mit der Veröffentlichung des Buches Eating Apes (in Zusammenarbeit mit dem amerikanischen Autor Dale Peterson), wurde die Welt erstmals auf dieses Problem aufmerksam gemacht.
Karl Ammann wurde vom Time Magazine im Oktober 2007 in die Liste der Heroes of the Environment aufgenommen.
Im Jahr 2016 erschien seine Dokumentation The Tiger Mafia über den illegalen Handel mit Tiger-Produkten in Asien.